# Sur verde
Sur verde es una telenovela colombiana producida por Caracol Televisión, argumentada por María Victoria de Restrepo y dirigida por Boris Roth entre los años 1980 y 1981. Estuvo protagonizada por Ma. Angélica Mallarino, Nelly Moreno y Óscar de Moya, con las actuaciones antagónicas de Gilberto Puentes, Ana Mojica y Gladys del Campo, y las participaciones especiales de un excelente grupo de actores de la talla de Leonor González Mina, María Margarita Giraldo, Samara de Córdova, Camilo Medina y Yolanda García.

## Sinopsis
Eleonora (María Angélica Mallarino) es una joven estudiante universitaria, quien, al morir su madre, decide comenzar a buscar empleo para poder sostenerse. En su camino, se encontrará con Catalina Howard (Nelly Moreno), una bella joven que, sin saberlo, la llevará a involucrase en un misterio peligroso, cuyo centro es una isla llena de vegetación ubicada al sur del país. Eleonora llegará hasta las últimas consecuencias para descubrir el gran secreto oculto en la isla y desenmascarar a los culpables de las desgracias que ocurrieron años atrás. Su misión consistirá en proteger a Catalina de los secretos oscuros que reposan sobre la isla y que acabarán con cualquiera que desee descubrirlos. Además, en ese lugar encontrará el amor, pero Eleonora sabe que ese romance no será posible mientras estén libres las personas que tanto daño han hecho.

## Reparto
| Actor/Actriz             | Personaje                       | Rol                    | Descripción |
| ------------------------ | ------------------------------- | ---------------------- | --- |
| María Angélica Mallarino | Eleonora                        | Protagonista principal | Su vida era perfecta hasta que su madre muere. A partir de ahí, se convierte en la institutriz de Catalina Howard. Al viajar a la isla, comienza un romance con Matt, el padre de Catalina; pero la media hermana de este, Zulma, le hará la vida imposible. Se encontrará con Ignacio y se enamorará de él, junto a quien descubrirá los negocios ilícitos de Matt y Zulma.                                                           |
| Oscar de Moya            | Ignacio                         | Protagonista           | Es enviado a la isla por la policía de Bogotá, con el objetivo de investigar sobre los negocios ilícitos de Matt. Al llegar, se hospedará en casa de dos muy buenas personas (interpretadas por Camilo Medina y Yolanda García), y se enamorará de Eleonora en su camino de la búsqueda de la verdad. |
| Nelly Moreno             | Catalina Howard                 | Protagonista           | Es la hija de Matt e Isabel. Es una chica extrovertida y despreocupada, que solo piensa en divertirse. Lamentablemente, la vida le enseñará que está muy equivocada, pues ella es la que más sufrirá a causa de las mentiras y los secretos que su padre le ha ocultado durante toda su vida. |
| Gladys del Campo         | Zulma Rebollo                   | Villana principal      | Media hermana mestiza de Matt. Es una mujer que no tiene escrúpulos a la hora de conseguir lo que quiere: la isla para ella sola. Hará hasta lo imposible por obtenerla, pasando por encima de quien tenga que pasar. Fue ella la culpable del accidente de Isabel, la madre de Catalina, años atrás, y es la que influencia a Matt en los negocios del narcotráfico. Muere asesinada por Matt, de un disparo.                         |
| Gilberto Puentes         | Matt Howard                     | Villano principal      | Medio hermano de Zulma y padre de Catalina. Años atrás se casó con Isabel, la madre de su hija, pero su maquiavélica media hermana causó el accidente donde ella desapareció. Al llegar Eleonora, se enamorará de ella, pero las intrigas de Zulma no lo dejarán vivir su felicidad. Está vinculado al negocio del narcotráfico y muere a manos de la policía en medio de una persecución.                                             |
| Ana Mojica               | Hilaria                         | Villana                | Empleada de los Howard. Tal vez no sea mala, pero guarda un profundo "respeto" hacia su patrón, Don Matt, secundándolo en todo, incluso en sus negocios fuera de la ley. Su relación con Zulma no es nada buena. Odia a Eleonora y a Catalina, pues considera que las mujeres blancas no deben pisar la isla. |
| María Margarita Giraldo  | Isabel de Howard "La Aparecida" | Secundaria             | Fue esposa de Matt en el pasado y es la verdadera madre de Catalina. Cuando escapaba al descubrir la verdadera fachada de Matt y Zulma, sufre un accidente de canoa ocasionado por esta última. Esther Fidelia, una negra residente de Tumaco, la ayuda y le brinda todo su apoyo. Pero nunca vuelve a ser la misma, pues queda con una gran quemadura en la cara y pierde el habla, razón por la cual, la apodan como "La Aparecida". |
| Leonor González Mina     | Esther Fidelia                  | Secundaria             | Fue quien ayudó a dar a luz a Catalina y es quien ayuda a Isabel cuando sufre el accidente. Al llegar Eleonora a la región, decide revelarle todos los secretos de la isla. |
| Gloria Gómez             | Regina                          | Villana secundaria     | Esposa del personaje interpretado por Carlos Barbosa. |
| Camilo Medina            |                                 | Secundario             | Junto a su esposa (Yolanda García), recibe a Ignacio en su casa y lo ayuda en la medida en que le sea posible. |
| Carlos Barbosa           |                                 | Secundario             | Esposo de Regina. |
| Yolanda García           |                                 | Secundaria             | Junto a su esposo (Camilo Medina), abre las puertas de su casa a Ignacio, para que realice su investigación policial. |
| Margoth Velásquez        | Cleofe                          | Secundaria             | Es una empleada del servicio, enamorada de Simón Jorge, hijo de Esther Fidelia. |
| Edgardo Román            | Herminio                        | Secundario             | |
| Samara de Córdova        |                                 | Aparición Especial     | |
| Carolina Trujillo        |                                 | Aparición Especial     | Es la encargada del cuidado de Catalina en la capital. |

## Ficha Técnica
- Idea Original de: María Victoria de Restrepo
- Realización: Caracol Televisión Colombia
- Agradecimientos a: Colcultura Sección Folklore
- Músico: Jesús Antonio Lozano
- Musicalización: Eduardo Sánchez
- Realizado en: Estudios GRAVI
- Asistentes de Ambientación:Jorge Garzón, Pedro Moyano, Pedro Benavides y Rafael Cuesta.
- Apuntador: Heliodoro Otero
- Cámaras Exteriores: Carlos Arturo Hoyos
- Asistente de Dirección y Ambientación: Clarainés Enciso
- Coordinador: Vladimir Pizza
- Dirección de Cámaras: Hernán Villa
- Dirección General: Boris Roth

## Premios y nominaciones
| Año  | Categoría                                                | Nominado     | Resultado |
| ---- | -------------------------------------------------------- | ------------ | --------- |
| 1980 | Premio Especial del Público a la Mejor Actriz Revelación | Nelly Moreno | Ganadora  |

- Datos: Q27961450